# Frédéric Mainguenaud
Frédéric Mainguenaud (né le 10 juillet 1974 à Niort) est un coureur cycliste français, qui fut professionnel de 2000 à 2002 puis en 2005.

## Biographie
Fils de Jean-François Mainguenaud (ancien coureur amateur de bon niveau dans les années 70), il est formé à la Pédale Saint-Florentaise puis il poursuit sa formation chez Vendée U. Après deux expériences professionnelles chez Bonjour et Bouygues Telecom et avoir couru en amateur pour le VC Loudun (avant qu'il ne devienne l'équipe cycliste Agritubel), il en devient le directeur sportif. En 2011, il prend en charge l'équipe charentaise de DN1, le TOP16.
Il travaille aujourd'hui pour la mutuelle Territoria Mutuelle basée à Chauray, près de Niort et s'est reconverti dans la course à pied. Il est également président de la Pédale Saint Florentaise, club local de Niort depuis 2020. 

## Palmarès
- 1992
  - 2e du Grand Prix de Cherves
  - 3e du championnat de France sur route juniors
- 1993
  - Prix de La Chapelle-Thireuil
  - 3e des Deux Jours cyclistes de Machecoul
- 1994
  - 2e du Circuit du Bocage vendéen
  - 3e du Grand Prix de Peymeinade
- 1995
  - Circuit des Vins du Blayais
  - Circuit du Bocage vendéen
- 1996
  - 2e de Redon-Redon
  - 3e du Tour de Guadeloupe
- 1997
  - 2e du Grand Prix de la ville de Buxerolles
  - 3e de la Route d'Or du Poitou
- 1998
  - Route d'Or du Poitou
- 1999
  - Bordeaux-Saintes
  - 2e du Tour du Canton de Saint-Ciers
  - 3e de Manche-Atlantique
  - 3e du Circuit de la vallée de la Loire
- 2003
  - Tour d'Émeraude[2]
  - 1re étape du Tour de La Réunion
  - 3e du Tour des Deux-Sèvres
- 2004
  - Grand Prix de Buxerolles
  - Grand Prix des Flandres françaises
  - Orvault-Saint-Nazaire-Orvault
  - Trophée des champions
- 2006
  - Grand Prix Claude-Magni
  - 2e du Tour du Canton de Gémozac
  - 3e du Tour du Canton de Dun-le-Palestel

## Résultats sur les grands tours

### Tour d'Italie
- 2001 : abandon (20e étape)